# 志成ボクシングジム
志成ボクシングジム（しせいボクシングジム）は、東京都目黒区下目黒にあるボクシングジムである。

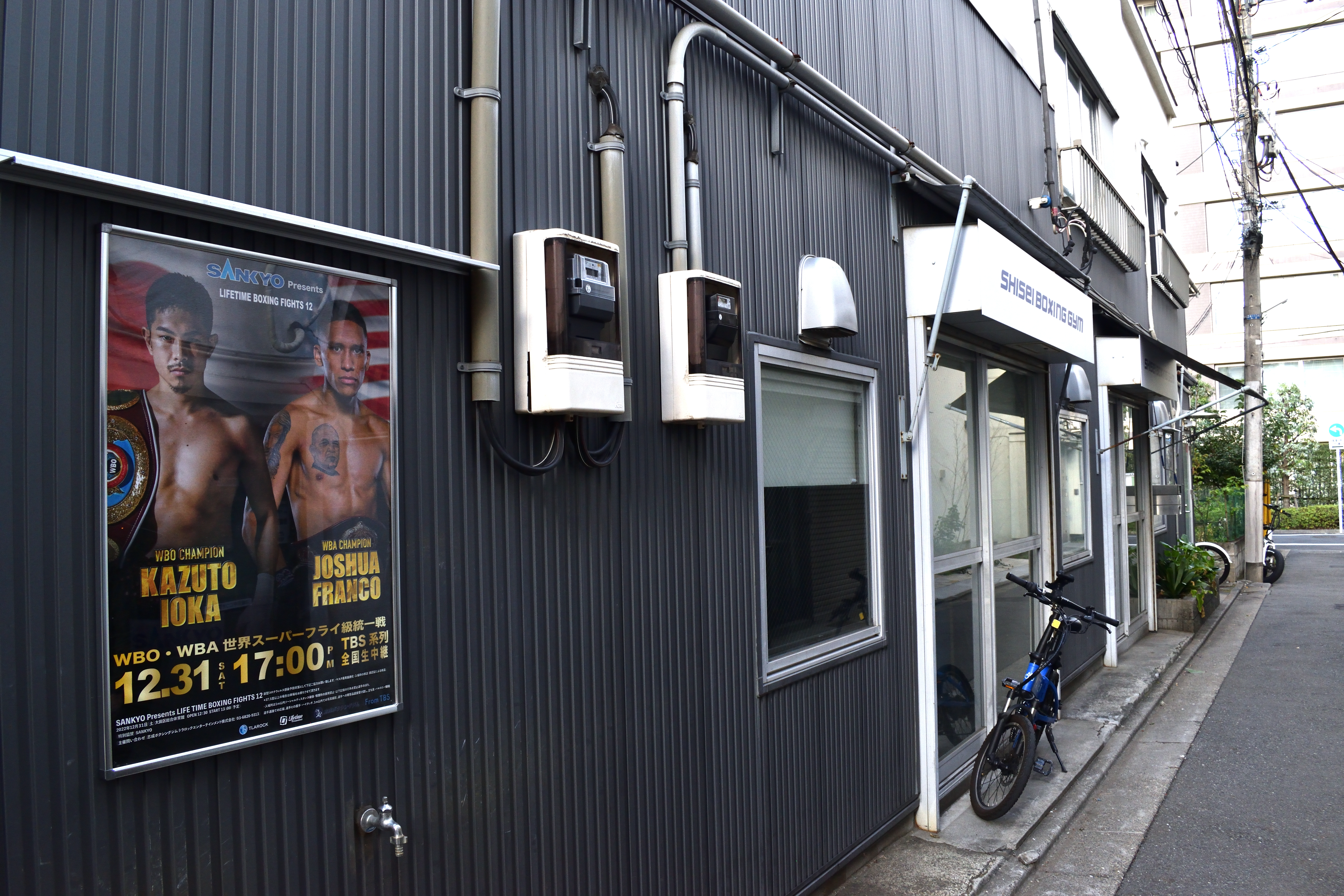
ジム外観（2023年3月）

## 概要
2020年6月22日に、オザキジムの元会長であった第23代日本スーパーフライ級王者の木谷卓也（現役時代は金子ボクシングジム所属）によって『Ambition GYM（アンビション ジム）』として開設された。
オザキジムは1973年6月に設立され、長期にわたる休止を経て2005年2月26日のリニューアルとともに木谷がマネージャー兼トレーナーに就任。2015年より尾崎文恵前会長に代わり木谷が会長に就任したが、2017年9月にジムから出火し、そばを走る小田急小田原線車両に引火する火災が発生、ジムは焼失した。
ライセンスはオザキジムのものを使用（オザキジムの移転・名称変更扱い）。所属選手としてはDANGAN AOKIより井岡一翔、白井・具志堅スポーツより比嘉大吾の世界王座経験者2人が移籍しプロ活動を開始。
当面はEBISU K'S BOXジム内に間借りする形でジムを運営し、その間にジム開設の場所を探していた。
2021年7月15日に、ジムの名称を『志成ボクシングジム』に変更して、東京都目黒区下目黒に移転した 。
12月1日付でエディ・タウンゼント賞トレーナー藤原俊志とプロ専用トレーナーとして契約。プロ専用トレーナーには他に「チーム内山」の一員としてエディ・タウンゼント賞を受賞した佐々木修平もいる。
2025年4月15日、佐々木トレーナーが新会長に就任。木谷は自身のフィットネス専門ジムの経営を継続していたため当ジムの運営には関与しておらず佐々木のクラブオーナーライセンスが取得できるようになるまで名義貸しの状態が続いていた。
主催興行は「LIFETIME BOXING FIGHTS」「ガッツファイティング」の2ブランドで行っていた。前者は2018年12月31日に当時JBCライセンスがなかった井岡がマカオで行ったドニー・ニエテスとのWBO世界スーパーフライ級タイトルマッチ以来井岡の世界戦をメインとする興行で行われてきたブランドであり、当ジム創設後は井岡あるいは比嘉がメインを務める興行で使われていた。後者は1978年よりTBSテレビにて放送する中継番組としてプロモート先を変えつつ続けており、協栄プロモート時代には木谷前会長の現役時代の試合も組まれていた（ただし世界戦が組まれていない場合、興行を問わず深夜の「ガッツファイティング」枠での放送となっていた）。2022年からは前者に一本化され、ABEMAにてライブ配信されることになった。世界戦をメインとする興行は引き続きTBS及びParaviで生中継されていたが、2023年よりこちらもABEMAにて配信されている。

## 選手

### ジム出身世界王者
- 井岡一翔（WBO世界スーパーフライ級。在位中の2020年6月25日付でDANGAN AOKIより移籍[3]）

### 主な現役選手
- 井岡一翔 (現WBA世界スーパーフライ級王者、元WBC・WBA世界ミニマム級王者、元WBA世界ライトフライ級王者、元WBA世界フライ級王者、元WBO世界スーパーフライ級王者)
- 木村吉光 (第2代日本スーパーフェザー級ユース王者。白井・具志堅Sより移籍)
- 比嘉大吾（元WBC世界フライ級王者。白井・具志堅Sより移籍[8]）
- 大湾硫斗（白井・具志堅Sより移籍）
- 森武蔵（元WBOアジアパシフィックフェザー級王者。薬師寺より移籍[9]）
- 白石聖（第3代日本フライ級ユース王者。井岡より移籍）
- 高橋拓磨（ワールドSより移籍）
- 伊藤沙月（第7回全日本女子アマチュア大会ライトフライ級B優勝[10]）
- 堤駿斗（OPBF東洋太平洋フェザー級王者）
- 堤麗斗
- 鈴木稔弘（南京ユースオリンピックライトウェルター級銀メダリスト）
- 重里侃太朗（仲里より移籍）
- 吉良大弥